# 九龍巴士14D線
九龍巴士14D線是由九巴營運的一條香港九龍巴士路線，來往油塘及彩虹，只於上課日上午及下午繁忙時間提供服務。

## 歷史
早在1987年，當時已倡議設立一條巴士路線來往藍田及順利，稱為22線。但其時正值藍田重建，九巴遂以客量不足為理由拒絕開辦22線，最後改由專線小巴營辦，在同年10月9日公開招標，由漢華專線小巴投得（即專線小巴60線）。
踏入2000年代，因應藍田、秀茂坪等地重建陸續完成以及出生率上升，學生對往返藍田、秀茂坪、四順三地需求增加，而專線小巴60線客量亦逐漸飽和，甚至出現供不應求的情況，要求重新考慮開辦這種路綫的聲音愈來愈多。
在2006年，運輸署委託九巴對開辦路綫的需求進行調查，報告指受訪的一萬多人中，只有140多人有需求，因而得出結論未有需要開辦路線。報告引起區議員以至市民不滿，有區議員甚至質疑報告的可信性。
直到2011年，因應聖若瑟英文中學及聖言中學分別於1月及9月相繼遷入四彩（彩興路），在《2011-12年觀塘及黃大仙巴士路線發展計劃》中，建議開辦一條上課特別線14D（即此路線），總站定於油塘及彩虹邨，取道彩雲、四順、秀茂坪及藍田半山區，以應付學生需求。
此路線於是成了九巴第一條非全日行走路線不用P字尾而改由D字尾的九龍市區路線，於2011年8月25日起開辦，九巴亦為此路線特別印製宣傳單張。
由於需求甚大，在2012年4月23日起加強服務，油塘往彩虹加開06:45班次，彩虹往油塘加開15:30班次。此外，增設06:50由藍田（廣田邨）經碧雲道開往彩虹的特別班次。
2013年1月2日起，下午由彩虹往油塘的班次改為15:45開出。同年2013年4月15日起加強服務，油塘往彩虹班次增至四班，開車時間為06:45、06:53、07:02及07:10。同年9月2日起加強服務，加開07:10由藍田（廣田邨）開往彩虹特別班次。
2014年11月1日，取消彩雲聖若瑟小學一站。
2015年12月31日：增設到站時間預報。
2017年9月1日：本線油塘開增加至5班車。
2020年11月9日：下午班次改於13:15開出，以配合學校放學時間。
2021年9月1日：彩虹開新增06:50班次。
2024年11月18日：彩虹開新增06:55班次。

## 服務時間及班次
- 星期一至五上課日：
  - 油塘開：06:45、06:52、06:58、07:04、07:10
  - 彩虹開：06:50、07:00、13:15
  - 藍田（廣田邨）→彩虹：06:50、07:10

星期六、日、公眾假期及學校假期不設服務

## 收費
全程：$6.4
- 基孝中學（常規班次）／興田（特別班次）往彩虹：$5.0
- 基順學校往油塘：$4.8

| - 本線設有12歲以下小童及65歲或以上長者半價優惠。 - 65歲或以上香港居民使用「樂悠咭」，以及12歲以下合資格殘疾兒童使用「殘疾人士身份」個人八達通繳付車資，均可享有每程$2.0或半價（以較低者為準）的票價優惠；12至64歲合資格殘疾人士使用「殘疾人士身份」個人八達通（包括「樂悠咭」），以及60至64歲香港居民使用「樂悠咭」繳付車資，均可享有每程$2.0或全費（以較低者為準）的票價優惠。 - 65歲或以上長者如使用長者或一般個人八達通繳付車資，則只可享有半價優惠；12至64歲合資格殘疾人士如不使用「殘疾人士身份」個人八達通，以及60至64歲人士如不使用「樂悠咭」繳付車資，必須繳付全費。 - 乘客可以現金或八達通於上車時付款，不設找續。 - 每位成人乘客可免費攜帶最多兩名4歲以下而不佔座位的兒童乘客乘車，超額之4歲以下小童必須繳付小童車費乘車。 - 持有「九巴月票」之乘客在車票有效期內，每日可享最多10程任何九龍巴士及龍運巴士路線（包括本路線，以及聯營路線的九龍巴士／龍運巴士提供的班次；惟乘搭機場「A」及「NA」線則可享原價二七折優惠（不會計算每天10次合資格車程））；而B1線則每日可享最多各2程（不會計算每天10次合資格車程）。 - 九龍巴士、城巴、龍運巴士及陽光巴士全職員工及家屬（不包括外判職員）可免費乘搭本路線，惟必須拍職員或職員家屬八達通。 - 乘客亦可透過多元化電子支付系統（e度嘟）繳付車資，包括使用非接觸式VISA卡、JCB卡、萬事達卡、銀聯卡、美國運通、大來國際、Discover Card、Apple Pay、Google Pay、Samsung Pay、AlipayHK「易乘碼」、支付寶、WeChatHK／微信支付「搭車碼」、銀聯雲閃付「乘車碼」及BOC Pay「乘車碼」。乘客使用此付款方式，使用此支付方式的乘客可享有中途下車之分段收費，以及與其他九巴／龍運獨營路線或聯營線九巴／龍運班次之轉乘優惠，惟不適用於與非九巴／龍運路線之轉乘優惠，亦不能享有「公共交通費用補貼計劃」及「長者及合資格殘疾人士公共交通票價優惠計劃」。 |

## 用車
現時本線不設掛牌車，全數班次皆由14H、15A、16、111、203E及215X線之用車柯打，使用之車款並不固定

## 行車路線
油塘開經：高超道、鯉魚門道、啟田道、德田街、連德道、秀茂坪道、曉光街、秀明道、秀茂坪道、順安道、利安道、新清水灣道、清水灣道、龍翔道、斧山道及彩虹通道。
特別班次經碧雲道，不經斜體字的街道。
彩虹開經：彩虹通道、太子道東、清水灣道、新清水灣道、利安道、順安道、順天巴士總站、順安道、秀茂坪道、秀明道、曉光街、秀茂坪道、連德道、德田街、啟田道、鯉魚門道、高超道、欣榮街、茶果嶺道及高超道。

### 沿線車站

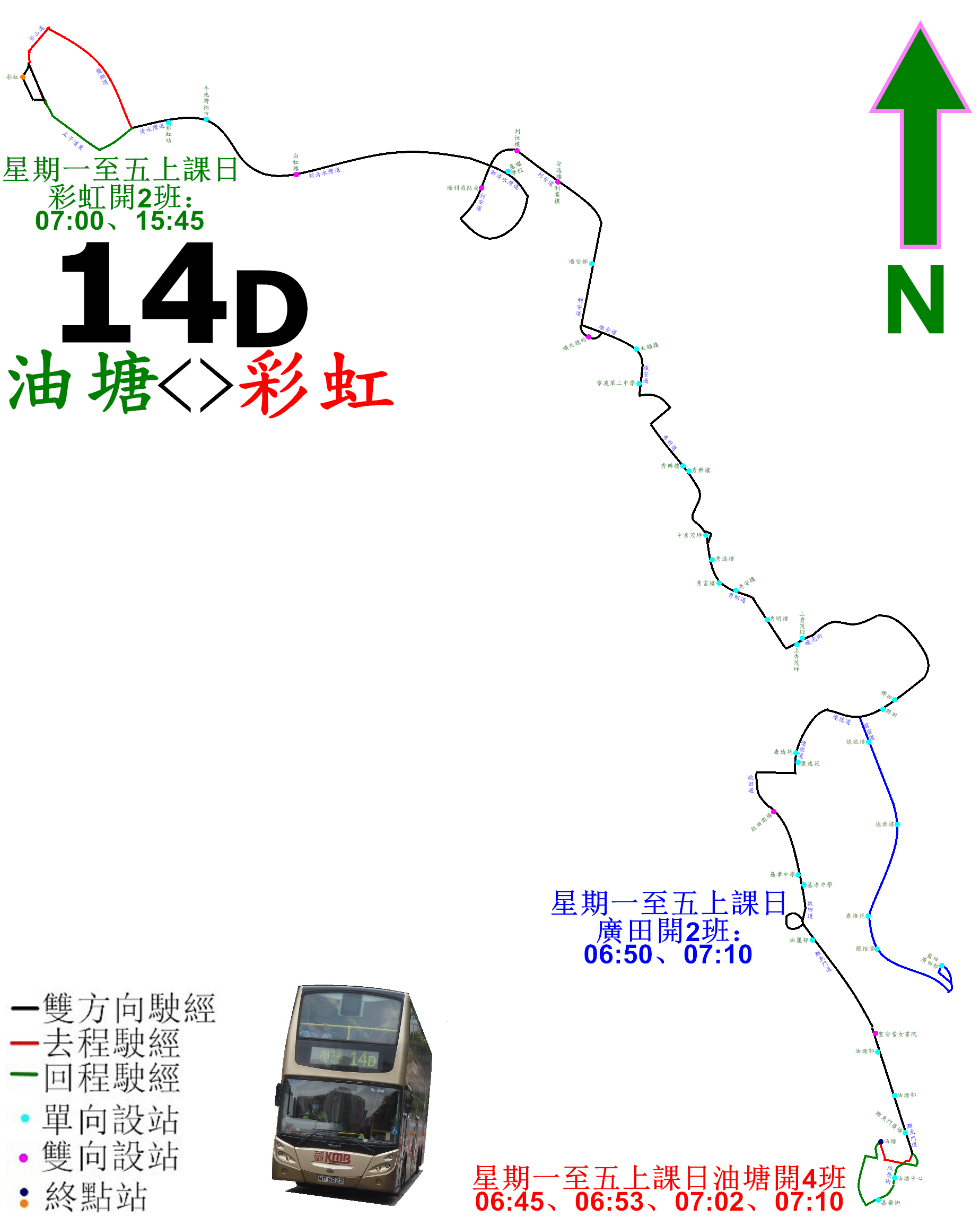
此線的走線圖

| 油塘開                                   | 油塘開                                   | 油塘開                                   | 藍田（廣田邨）開                         | 藍田（廣田邨）開                         | 藍田（廣田邨）開                         | 彩虹開 | 彩虹開                         | 彩虹開                         |
| 序號                                     | 車站名稱                                 | 位置                                     | 序號                                     | 車站名稱                                 | 位置                                     | 序號   | 車站名稱                       | 位置                           |
| ---------------------------------------- | ---------------------------------------- | ---------------------------------------- | ---------------------------------------- | ---------------------------------------- | ---------------------------------------- | ------ | ------------------------------ | ------------------------------ |
| 1                                        | 油塘巴士總站                             | 油塘公共運輸交匯處                       | 1                                        | 藍田（廣田邨）巴士總站                   | 藍田（廣田邨）巴士總站                   | 1      | 彩虹轉車站－彩虹巴士總站（N7） | 彩虹轉車站－彩虹巴士總站（N7） |
| 2                                        | 鯉魚門廣場                               | 鯉魚門道                                 | 2                                        | 康柏苑龍栢閣                             | 碧雲道                                   | 2      | 牛池灣轉車站－牛池灣街市（F2） | 清水灣道                       |
| 3                                        | 油塘邨                                   | 鯉魚門道                                 | 3                                        | 康雅苑                                   | 碧雲道                                   | 3      | 彩雲邨白虹樓                   | 新清水灣道                     |
| 4                                        | 聖安當女書院                             | 鯉魚門道                                 | 4                                        | 德田邨德康樓                             | 碧雲道                                   | 4      | 基順學校                       | 新清水灣道                     |
| 5                                        | 油麗邨                                   | 鯉魚門道                                 | 5                                        | 德田邨德敬樓                             | 碧雲道                                   | 5      | 順利消防局                     | 利安道                         |
| 6                                        | 基孝中學                                 | 啟田道                                   | 不適用                                   | 不適用                                   | 不適用                                   | 6      | 順利邨利恒樓                   | 利安道                         |
| 7                                        | 啟田商場                                 | 啟田道                                   | 7                                        | 順安邨安逸樓                             |                                          |        |                                | 利安道                         |
| 8                                        | 康逸苑                                   | 連德道                                   | 8                                        | 順天巴士總站                             | 順天巴士總站                             |        |                                |                                |
| （兩個方向在此交匯，其後路線及車站相同） | （兩個方向在此交匯，其後路線及車站相同） | （兩個方向在此交匯，其後路線及車站相同） | （兩個方向在此交匯，其後路線及車站相同） | （兩個方向在此交匯，其後路線及車站相同） | （兩個方向在此交匯，其後路線及車站相同） | 9      | 順天邨天韻樓                   | 順安道                         |
| 序號                                     | 序號                                     | 車站名稱                                 | 車站名稱                                 | 位置                                     | 位置                                     | 10     | 秀茂坪邨秀樂樓                 | 秀明道                         |
| 9                                        | 9                                        | 興田                                     | 興田                                     | 連德道                                   | 連德道                                   | 11     | 秀茂坪邨秀逸樓                 | 秀明道                         |
| 10                                       | 10                                       | 上秀茂坪                                 | 上秀茂坪                                 | 曉光街                                   | 曉光街                                   | 12     | 秀茂坪邨秀安樓                 | 秀明道                         |
| 11                                       | 11                                       | 秀茂坪邨秀明樓                           | 秀茂坪邨秀明樓                           | 秀明道                                   | 秀明道                                   | 13     | 上秀茂坪                       | 曉光街                         |
| 12                                       | 12                                       | 秀茂坪邨秀富樓                           | 秀茂坪邨秀富樓                           | 秀明道                                   | 秀明道                                   | 14     | 興田                           | 連德道                         |
| 13                                       | 13                                       | 中秀茂坪                                 | 中秀茂坪                                 | 中秀茂坪巴士總站                         | 中秀茂坪巴士總站                         | 15     | 康逸苑                         | 連德道                         |
| 14                                       | 14                                       | 秀茂坪邨秀樂樓                           | 秀茂坪邨秀樂樓                           | 秀明道                                   | 秀明道                                   | 16     | 啟田商場                       | 啟田道                         |
| 15                                       | 15                                       | 寧波第二中學                             | 寧波第二中學                             | 順安道                                   | 順安道                                   | 17     | 基孝中學                       | 啟田道                         |
| 16                                       | 16                                       | 順天巴士總站                             | 順天巴士總站                             | 順天巴士總站                             | 順天巴士總站                             | 18     | 聖安當女書院                   | 鯉魚門道                       |
| 17                                       | 17                                       | 順安邨                                   | 順安邨                                   | 利安道                                   | 利安道                                   | 19     | 油塘邨                         | 鯉魚門道                       |
| 18                                       | 18                                       | 順利邨利業樓                             | 順利邨利業樓                             | 利安道                                   | 利安道                                   | 20     | 鯉魚門邨                       | 欣榮街                         |
| 19                                       | 19                                       | 順利邨利恒樓                             | 順利邨利恒樓                             | 利安道                                   | 利安道                                   | 21     | 嘉榮街                         | 欣榮街                         |
| 20                                       | 20                                       | 順利消防局                               | 順利消防局                               | 利安道                                   | 利安道                                   | 22     | 油塘巴士總站                   | 油塘公共運輸交匯處             |
| 21                                       | 21                                       | 彩雲邨白虹樓                             | 彩雲邨白虹樓                             | 新清水灣道                               | 新清水灣道                               |        |                                |                                |
| 22                                       | 22                                       | 牛池灣轉車站－彩虹站（K6）               | 牛池灣轉車站－彩虹站（K6）               | 坪石公共運輸交匯處                       | 坪石公共運輸交匯處                       |        |                                |                                |
| 23                                       | 23                                       | 彩虹轉車站－彩虹巴士總站（N7）           | 彩虹轉車站－彩虹巴士總站（N7）           | 彩虹轉車站－彩虹巴士總站（N7）           | 彩虹轉車站－彩虹巴士總站（N7）           |        |                                |                                |

## 使用情況
在此路線正式開辦前多年，觀塘區議會已有強烈聲音要求開辦此路線以方便學生上學，至此路線開辦後客量一直不俗。
在2011年9月1日開學日當天，九巴派出載客量較低的車款行走本線，導致往彩虹方向出現嚴重的滿載情況，更有不少學生未能登車。翌日，九巴雖然已改派載客量較高的車款提供服務，但仍然出現滿座的現象，足證其客量之高。最後，九巴決定於9月5日起額外增加一輛單層巴士中途起載以疏導乘客，而現時在07:00後開出的班次仍然經常在康逸苑或興田滿座。
而根據2012-2013年度巴士路線發展計劃中的資料顯示，此路線每日平均乘客量為300次，最繁忙的一小時載客率更為95%。

## 外部連結
九巴
- 九龍巴士14D線 （页面存档备份，存于）
- 九龍巴士14D線宣傳單張

其他
- 681巴士總站－九龍巴士14D線 （页面存档备份，存于）